# Nabil El Bekeye Boudissa
Nabil El Bekeye Boudissa , né le 12 février 1981 à Annecy, est un joueur franco-algérien de basket-ball,,.

## Biographie
Nabil El Bekeye Boudissa, né le 12 février 1981 à Annecy, est un joueur de basket-ball franco-algérien. Il a joué pour les Cleveland Majic en 2006 et a représenté l'Algérie au sein de l'équipe nationale, participant au Championnat du monde FIBA 2002 aux États-Unis. La carrière de Boudissa s'est étendue à différents niveaux du basket-ball, contribuant à ce sport tant au niveau local qu'international. Bien qu'il ne soit pas très décoré en termes de récompenses individuelles, sa présence dans les tournois internationaux marque une partie importante de son parcours sportif.

## Carrière en clubs
2006 Cleveland Majic

## Palmarès

### Équipe nationale
- Participation au championnat du monde 2002 ( États-Unis)